# ソルノバ太陽熱発電所
ソルノバ太陽熱発電所（ソルノバたいようねつはつでんしょ）は、スペイン・アンダルシア州セビーリャ県サンルーカル・ラ・マヨルに設置されている太陽熱発電所である。増設中の部分も合わせると、大きく分けて5つの部分からなっており、発電設備増設中の2010年時点でも合計の出力は100 MW を上回っていた。ただし、2010年8月現在稼動中の3基の発電機については、補助の熱源として天然ガスの燃焼を利用できるようにもなっている。なお、ソルノバ太陽熱発電所は、太陽熱発電所のプランタ・ソラール10（スペイン語、Planta Solar 10）およびプランタ・ソラール20（スペイン語、Planta Solar 20）と隣接している。

## 設備

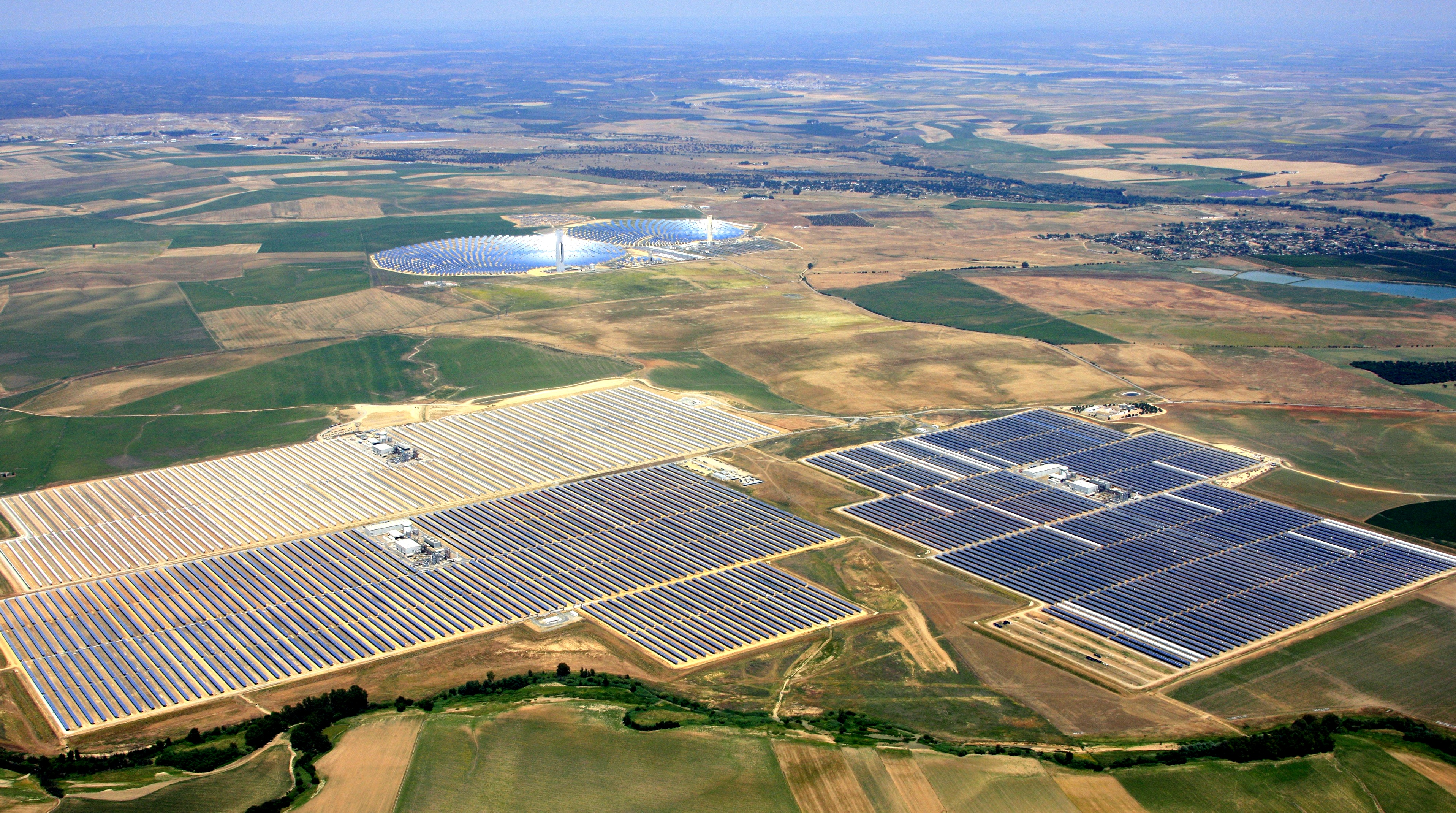
右が1号機、左の手前が3号機、左の奥が4号機。いずれも出力は、50 MW である。2010年6月撮影。

ソルノバ太陽熱発電所は、2010年中頃に発電を開始した。ただ、運転開始後にも発電設備の増設が行われており、具体的には、先に運転を開始していた1号機と3号機に加えて、2010年8月には4号機も運転を開始した

。
建造したのは、スペインの企業アベンゴア・ソラール社であり、運転も同社が行っている。いずれの発電設備も出力は50 MW であり

、2010年8月時点でソルノバ太陽熱発電所は150 MW の出力が可能であった

。
さらに、2010年8月時点では2基が建設中であり、5号機まで建造される予定であった。それらも50 MW の出力で建造される予定なので、最終的にソルノバ太陽熱発電所は250 MW の出力になる予定であった。なお、集光方式は5基全てがパラボラトラフ式になる予定であった。ただし、稼動中の1号機と3号機と4号機は、太陽熱を主要な熱源として利用しているものの、太陽熱が充分に得られない時のために、補助の熱源として天然ガスの燃焼を利用するための設備も併設されている

。